# Theodor Lipps
Theodor Lipps (Wallhalben, Palatinado, 28 de Julho de 1851 - Munique, 17 de Outubro de 1947) foi um filósofo alemão. O seu sistema filosófico é de base psicologista.
As suas obras mais importantes foram: Grundtatsachen des Seelenbebens (1883), Grundzüge der Logik (1893) e Die ethischen Grundfragen (1899).